# ساس کارگو گروپ
ساس کارگو گروپ (به انگلیسی: SAS Cargo Group) یک شرکت هواپیمایی با کد یاتا SK است که در سال ۲۰۰۱ میلادی تأسیس شده‌است.

## ناوگان
- بوئینگ ۷۳۷
- ایرباس ای۳۳۰
- ایرباس ای۳۴۰
- خانواده ایرباس ای۳۲۰
- خانواده ایرباس ای۳۲۰
- بمباردیه سی‌آرجی ۷۰۰/۹۰۰
- مک‌دانل داگلاس ام‌دی-۸۰[۱]